# Vastsekivi järv
Vastsekivi järv är en sjö i Estland.   Den ligger i landskapet Võrumaa, i den södra delen av landet, 200 km sydost om huvudstaden Tallinn. Vastsekivi järv ligger 64 meter över havet. Arean är 0,55 kvadratkilometer. Trakten runt Vastsekivi järv består till största delen av jordbruksmark. Den sträcker sig 1,0 kilometer i nord-sydlig riktning, och 1,2 kilometer i öst-västlig riktning.
Följande samhällen ligger vid Vastsekivi järv:
- Kobela (468 invånare)